# Laxton Ghost
Laxton Ghost Sweden, även skrivet LaxTon, är ett svenskt paranormalt utredningsteam ("spökjägare") och består av bröderna Tony Martinsson och Niclas Laaksonen som med hjälp av teknisk utrustning dokumenterar påstådd paranormal aktivitet. År 2021 hade de släppt cirka 70 stycken paranormala utredningar/spökjakter via Youtube.
Sedan 2019 är de aktuella i TV-serien Spökjakt som prisades med Kristallen för Årets program 2020 och Tittarnas favoritprogram 2021 och 2022 samt podden Spökjakt På Riktigt.

## Bakgrund
År 1988 omkom Martinssons och Laaksonens kusiner i en brand och efteråt började en rad mystiska händelser ske vilket väckte intresset för det paranormala. År 2014 köpte de på sig teknisk utrustning för att mäta energiförändring och startade Laxton Ghost Sweden.
Laxton uppmärksammades snabbt och anlitades av bland annat Aftonbladet som experter i samband med Spökspecial. Laxton blev även kontaktade av amerikanska och australiska medieföretag som ville köpa rättigheterna till deras produktioner.
Efter att Laxton släppt 15 egna undersökningar på Youtube blev de 2016 kontaktade av Jocke & Jonna som ville göra en spinoff på konceptet. Samarbetet resulterade i en av Sveriges största Youtube-succéer och vann Årets video samt Årets serie på Guldtuben 2017. Efter detta har samarbetet fortsatt via flera säsonger av TV-serien Spökjakt som belönades med Kristallen för Årets program 2020 och som Tittarnas favoritprogram 2021, 2022, 2023 och 2024.
År 2021 öppnade Laxton Sveriges första hemsökta museum och fysiska spökjägarbutik i Borås.
Namnet Laxton härrör från grundarna Niclas ”Laxen” Laaksonen och Tony Martinsson.

## Filmografi
- 2019–2024 – Spökjakt (TV-serie)